# Euryproctus plantator
Euryproctus plantator är en stekelart som först beskrevs av Carl Peter Thunberg 1822.  Euryproctus plantator ingår i släktet Euryproctus och familjen brokparasitsteklar. Arten är reproducerande i Sverige. Inga underarter finns listade i Catalogue of Life.